# وود دالینگ
وود دالینگ (به انگلیسی: Wood Dalling) یک روستا و محله مدنی در بریتانیا است که در Broadland واقع شده‌است. وود دالینگ ۹٫۸۹ کیلومتر مربع مساحت و ۲۰۹ نفر جمعیت دارد.